# Melissa Lauren
Melissa Lauren (La Rochelle, Charente-Maritime, 16 de outubro de 1984) é uma atriz e diretora de filmes pornográficos francesa.

## Biografia
Melissa Lauren começa a estudar a culinária por três anos na escola hoteleira de La Rochelle e depois trabalha no restaurante Hotel George-V, Paris, como confeiteira. Enquanto lia um jornal, ela se deparou com um anúncio de diretor John B. Root. Ela começa no filme pornográfico seis dias depois, em junho de 2003, então com 18 anos e meio.
Até o ano de 2009 mais de 400 filmes, além de várias participações em cenas de sites pornográficos americanos e europeus. Até meados de 2007, onde mesmo apresentando um jeito meigo em sua aparência física, era considerada uma das mais depravadas atrizes com inclinações para cenas de sadomasoquismo e bondage, alem de  cenas  pesadas de sexo anal, dupla penetração, "ass to mouth" e etc. Começou no ramo de direção de filmes pornôs no ano de 2006.
Seus pais esperavam que ela se tornasse advogada ou médica e se chocaram quando descobriram sua opção pela carreira de atriz pornô. Ao se darem conta de que Melissa não estava envolvida com drogas tão pouco era maltratada, acabaram por aceitar sua escolha.
Durante sua carreira fez algumas mudanças na cor de seu cabelo.
Além do francês, também fala fluentemente inglês.
No ano de 2006, Melissa fez implante de silicone nos seios. Fez também cirurgia facial com destaque para rinoplastia (cirurgia plástica no nariz). Com isso, suas cenas foram mudando de enfoque, que passaram do fetiche de mulheres com aparência de ninfeta para mulheres mais maduras, com enfoque em seus grandes seios.
Tem uma tatuagem no antebraço direito "ce qui me nutrit me destruit" (Aquilo que me nutre me destrói).

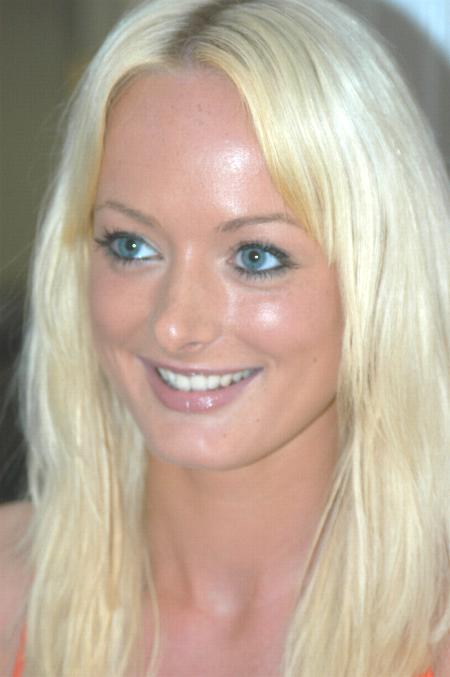
Lauren

## Indicações

### AVN (Adult Video News)
- 2006 - Categoria "Anal-Themed Feature" - Anal Expedition # 6
- 2006 - Categoria "All-Girl Feature" - Be My Bitch
- 2006 - Categoria "Interracial Release" - Black Inside Me
- 2006 - Categoria Melhor Performance Feminina do Ano
- 2006 - Categoria de melhor cena de lesbianismo - Video Babes Illustrated # 15 (ao lado de Audrey Hollander e Venus)
- 2006 - Categoria de melhor cena de lesbianismo - Video - Be My Bitch - (ao lado de Sandra Romain)
- 2006 - Categoria de melhor cena de sexo grupal - Video - Anal Expedition # 6 - (ao lado de Keri Sable, Sophia, Erik Everhard, Manuel Ferrara, Michael Stefano e John Strong)
- 2006 - Categoria de melhor cena de sexo grupal - Video - Semen Sippers # 3 - (ao lado de Lauren Phoenix, Erik Everhard e John Strong)
- 2006 - Categoria "Threeway Sex Scene", - Fuck Dolls # 3 - (ao lado de Avy Lee Roth e Erik Everhard)

OBS: Todas referentes ao ano de 2005.

### XRCO (X-Rated Critics Organization)
- 2005 - Performance Feminina do Ano
- 2005 - Categoria "Superslut" (grande puta do ano)
- 2004 - Categoria de Melhor Cena de Sexo Grupal - 4 Way in ATM City  - (ao lado de Mika Tan, Benjamin Bratt, Zenza Raggi)